# Lady Love
Lady Love – polski obyczajowo-kryminalny serial telewizyjny z lat 2024–2025. Został wyprodukowany przez wytwórnię Bongo Media Production na zlecenie serwisu strumieniowego Max, który udostępniał go premierowo od 20 grudnia 2024 do 17 stycznia 2025. 

## Opis fabuły
W latach 80. Lucyna Liss ucieka z PRL-owskiego miasteczka do RFN, gdzie pod pseudonimem Lucy Love robi karierę jako modelka i aktorka filmów erotycznych. Z czasem zdobywa popularność i uznanie jako producentka w branży pornograficznej, gdzie odwraca męską dominację, stawiając w centrum akcji kobiecą przyjemność. W 2000 zostaje aresztowana w związku z podejrzeniami o morderstwo. Akcja obejmuje okres od lat 70. do roku 2000.

## Obsada i postacie
Obsada serialu:
- Anna Szymańczyk jako Lucyna Liss-Baron „Lucy Love”
- Ralph Kaminski jako Ferdynand „Fred” Pawłowski
- Anna Krotoska jako Maria Barcik
- Jacek Król jako major Andrzej Adamczyk
- Tobias Lange jako Fritz
- Stanisław Linowski jako Andreas Meier
- Lise Risom Olsen(inne języki) jako Nina Star
- Julia Polaczek jako Kasia Liss
- Dorota Pomykała jako Cecylia „Cila” Sowa
- Maciej Radel jako Peter
- Clemens Schick jako Klaus Baron
- Borys Szyc jako Bogusław Kalita
- Julian Świeżewski jako Janusz Liss
- Piotr Trojan jako Janek
- Adam Woronowicz jako Stefan Barcik
- Ewelina Żak jako majorowa
- Michał Żurawski jako porucznik Witold Kamiński

## Lista odcinków
| Nr | Tytuł     | Reżyseria       | Scenariusz                | Data premiery    |
| -- | --------- | --------------- | ------------------------- | ---------------- |
| 1  | Odcinek 1 | Bartosz Konopka | Ewa Popiołek              | 20 grudnia 2024  |
| 2  | Odcinek 2 | Bartosz Konopka | Dorota Jankojć-Poddębniak | 20 grudnia 2024  |
| 3  | Odcinek 3 | Bartosz Konopka | Ewa Popiołek              | 27 grudnia 2024  |
| 4  | Odcinek 4 | Bartosz Konopka | Dorota Jankojć-Poddębniak | 3 stycznia 2025  |
| 5  | Odcinek 5 | Bartosz Konopka | Dorota Jankojć-Poddębniak | 10 stycznia 2025 |
| 6  | Odcinek 6 | Bartosz Konopka | Ewa Popiołek              | 17 stycznia 2025 |

## Produkcja
Pomysłodawcami Lady Love są Mikołaj Wit i Dariusz Goczał z wytwórni Bongo Media Production. Serial został przygotowany przez Dział Fabularny TVN Warner Bros. Discovery (TVN WBD) dla serwisu strumieniowego Max, który zamówił sześć odcinków. Wyprodukowali go Wit, Goczał i reprezentująca TVN WBD Adrianna Przetacka. Scenariusz napisały Ewa Popiołek i Dorota Jankojć-Poddębniak, reżyserem wszystkich odcinków jest Bartosz Konopka, operatorem – Jacek Podgórski, zaś muzykę opracował Andrzej Smolik. 28 maja 2024 TVN WBD ogłosił powstanie serialu, podał jego obsadę oraz poinformował o rozpoczęciu zdjęć, odbywających się we Wrocławiu. 7 października 2024 twórcy zapowiedzieli, że do obsady dołączył piosenkarz Ralph Kaminski.

## Dystrybucja i promocja
W sierpniu 2024 Marta Grela, dyrektorka działu fabularnego TVN WBD, poinformowała podczas Festiwalu Filmu i Sztuki „Dwa Brzegi”, że premiera Lady Love planowana jest na grudzień 2024. 5 listopada 2024 Max zapowiedział jego dokładną datę premiery. 3 grudnia 2024 został opublikowany zwiastun.
7 października 2024 twórcy serialu zapowiedzieli, że Ralph Kaminski i Andrzej Smolik przygotowali na jego potrzeby własną interpretację znanego przeboju z czasów, w których osadzona jest akcja. Nagrany przez nich cover „Cheri, Cheri Lady” zespołu Modern Talking został wydany jako singel 13 grudnia 2024 wraz z teledyskiem.
Dwa pierwsze odcinki zostały przedpremierowo zaprezentowane 7 grudnia 2024 podczas festiwalu BNP Paribas Warsaw SerialCon w Kinotece w Warszawie. 20 grudnia 2024 odbyła się ich premiera w serwisie Max, a pozostałe odcinki były udostępniane w każdy kolejny piątek. Platforma dystrybuuje serial globalnie pod tytułem X-Rated Queen.

## Odbiór

### Krytyczny
Marcin Radomski z portalu Onet.pl pochwalił serial za wierne oddanie klimatu epoki poprzez kostiumy i scenografię, jednak skrytykował schematyczną narrację i niedostateczne rozwinięcie wątków pobocznych. Małgorzata Major z serwisu Wirtualnemedia.pl opisała serial jako „fascynującą opowieść o przemianach społecznych, emancypacji kobiet, przemocy seksualnej i kulturowych konfrontacjach”, ponadto nazwała grę Anny Szymańczyk bezbłędną. Karolina Grabińska z Wirtualnej Polski pochwaliła oddanie klimatu PRL i RFN, dodając: „Dwa pierwsze odcinki produkcji wprowadzają nas dynamicznie w historię, od której ciężko się będzie oderwać”. Karol Urbański z portalu Serialowa pochwalił grę aktorską, kostiumy i scenografię, jednak napisał: „Reżysersko-operatorskie bajery zdają się przez to niemalże nachodzić na siebie czy odwracać uwagę od samej historii. Ta koniec końców okazuje się z kolei atrakcyjnie opakowaną sztampą”. Rafał Christ z serwisu Spider’s Web napisał w negatywnej recenzji: „Jest to serial bardzo szorstki – zawieszony gdzieś między mentalnością 365 dni a ambicjami Superseksu. Wychodzi z tego trochę ostrzejsza telenowela, która nie angażuje, ani rozpalić nie potrafi”.
Lady Love zajął 4. miejsce w rankingu 10 najlepszych polskich seriali 2024 roku portalu Wirtualnemedia.pl.

### Oglądalność
Lady Love dotarł do pierwszej dziesiątki notowania najczęściej oglądanych seriali serwisu Max w 16 państwach. Zajął między innymi pierwsze miejsce w Polsce, drugie w Słowacji oraz trzecie w Hiszpanii, Rumunii i Mołdawii. Według informacji TVN WBD zgromadził także wysoką widownię w Stanach Zjednoczonych.

### Nagrody i nominacje
Lady Love otrzymał nominację do Orła 2025 w kategorii najlepszy filmowy serial fabularny.